# Pływanie na Letnich Igrzyskach Olimpijskich 1924 – 100 m stylem dowolnym mężczyzn
Wyścig na 100 metrów stylem dowolnym mężczyzn był jedną z konkurencji pływackich rozgrywanych podczas VII Letnich Igrzysk Olimpijskich w Paryżu. Wystartowało 30 zawodników z piętnastu reprezentacji.
Johnny Weissmuller, rekordzista świata na tym dystansie, rozpoczął rywalizację w roli silnego faworyta. Zdobył już na tych igrzyskach złoto na 400 metrów stylem dowolnym i powiódł sztafetę amerykańska do łatwego zwycięstwa. Jego zmartwieniem była jedynie możliwość utraty trzeciego złota na rzecz któregoś z jego kolegów z drużyny amerykańskiej, braci Duka lub Samuela Kahanamoku. Obawy te jednak nie miały, żadnych podstaw. Hawajscy zawodnicy  byli zainteresowani zdobyciem któregokolwiek z medali, by grać nieczysto. Weissmuller zdobył złoto ustanawiając nowy rekord olimpijski, wyprzedzając pozostałych zawodników prawie o 2,5 sekundy. Wygrana Amerykanów była szeroko komentowana wśród paryskich widzów i stała się jednym z najpopularniejszych wydarzeń sportowych. Weissmuller miał niewiele czasu by świętować swój tryumf - jeszcze tego samego popołudnia grał w meczu piłki wodnej, którego stawką był brązowy medal. Wartym odnotowania jest fakt, iż piątka finalistów łącznie zdobyła dziewiętnaście medali olimpijskich podczas swoich występów na igrzyskach.

## Rekordy
| Rekord świata     | 57,4      | Johnny Weissmuller | Miami (USA)     | 17 lutego 1924   |
| Rekord olimpijski | 1:00,4(*) | Duke Kahanamoku    | Antwerpia (BEL) | 24 sierpnia 1920 |
| Rekord olimpijski | 1:01,4(*) | Duke Kahanamoku    | Antwerpia (BEL) | 23 sierpnia 1920 |
| Rekord olimpijski | 1:01,4(*) | Duke Kahanamoku    | Antwerpia (BEL) | 29 sierpnia 1920 |

(*) Duke Kahanamoku uzyskał wynik 1:00,4 w pierwszym finale, który został powtórzony. W drugim finale uzyskał 1:01:,4. Taki sam czas uzyskał w półfinale rozgrywanym sześć dni wcześniej.

## Wyniki

### Eliminacje
Dwóch najszybszych zawodników z każdego biegu i najszybszy z trzeciego miejsca awansowało do półfinału.
Wyścig 1
| Miejsce | Zawodnik        | Czas   | Uwagi. |
| ------- | --------------- | ------ | ------ |
| 1       | Orvar Trolle    | 1:04,2 | Q      |
| 2       | Duke Kahanamoku | 1:04,2 | Q      |
| 3       | Kazuo Onoda     | 1:05,4 |        |
| 4       | Charles Baillee | 1:08,2 |        |
| 5       | Vlado Smokvina  | 1:11,6 |        |

Wyścig 2
| Miejsce | Zawodnik          | Czas   | Uwagi |
| ------- | ----------------- | ------ | ----- |
| 1       | Samuel Kahanamoku | 1:03,2 | Q     |
| 2       | Ernest Henry      | 1:03,8 | Q     |
| 3       | Torahiko Miyahata | 1:04,2 | q     |
| 4       | Henri Padou       | 1:05,0 |       |
| 5       | Albert Dickin     | 1:06,0 |       |
| 6       | Stanislav Bičák   | 1:10,2 |       |

Wyścig 3
| Miejsce | Zawodnik         | Czas   | Uwagi |
| ------- | ---------------- | ------ | ----- |
| 1       | Clayton Bourne   | 1:06,2 | Q     |
| 2       | Alberto Zorrilla | 1:08,2 | Q     |
| 3       | Viktor Legát     | 1:13,2 |       |
| 4       | Charles Kopp     | 1:15,0 |       |

Wyścig 4
| Miejsce | Zawodnik        | Czas   | Uwagi |
| ------- | --------------- | ------ | ----- |
| 1       | Katsuo Takaishi | 1:04,0 | Q     |
| 2       | Ivan Stedman    | 1:06,0 | Q     |
| 3       | Georg Werner    | 1:07,0 |       |
| 4       | Émile Zeibig    | 1:08,0 |       |
| 5       | Gé Dekker       | 1:11,8 |       |

Wyścig 5
| Miejsce | Zawodnik            | Czas   | Uwagi |
| ------- | ------------------- | ------ | ----- |
| 1       | Johnny Weissmuller  | 1:03,8 | Q     |
| 2       | Alfred Pycock       | 1:05,2 | Q     |
| 3       | Édouard van Zeveren | 1:06,8 |       |
| 4       | Moss Christie       | 1:07,2 |       |
| 5       | José Manuel Pinillo | 1:14,2 |       |

Wyścig 6
| Miejsce | Zawodnik             | Czas   | Uwagi |
| ------- | -------------------- | ------ | ----- |
| 1       | Arne Borg            | 1:05,4 | Q     |
| 2       | István Bárány        | 1:08,4 | Q     |
| 3       | Julius Balasz        | 1:11,8 |       |
| 4       | Dionizos Vasilopulos | 1:12,0 |       |
| 5       | Pieter Jacobszoon    | 1:12,2 |       |

### Półfinały
Dwóch najszybszych zawodników i najlepszy z trzeciego miejsca awansowało do finału.
Półfinał 1
| Miejsce | Zawodnik          | Czas   | Uwagi |
| ------- | ----------------- | ------ | ----- |
| 1       | Duke Kahanamoku   | 1:01,6 | Q     |
| 2       | Samuel Kahanamoku | 1:02,2 | Q     |
| 3       | Katsuo Takaishi   | 1:02,4 | q     |
| 4       | Orvar Trolle      | 1:02,6 |       |
| 5       | Clayton Bourne    | 1:06,0 |       |
| 6       | István Bárány     | 1:08,0 |       |
| —       | Torahiko Miyahata | DNS    |       |

Półfinał 2
| Miejsce | Zawodnik           | Czas   | Uwagi |
| ------- | ------------------ | ------ | ----- |
| 1       | Johnny Weissmuller | 1:00,8 | Q     |
| 2       | Arne Borg          | 1:02,6 | Q     |
| 3       | Ernest Henry       | 1:03,0 |       |
| 4       | Alfred Pycock      | 1:05,0 |       |
| 5       | Ivan Stedman       | 1:06,0 |       |
| 6       | Alberto Zorrilla   | 1:07,6 |       |

### Finał
| Miejsce | Zawodnik           | Czas   |
| ------- | ------------------ | ------ |
| 1       | Johnny Weissmuller | 59,0   |
| 2       | Duke Kahanamoku    | 1:01,4 |
| 3       | Samuel Kahanamoku  | 1:01,8 |
| 4       | Arne Borg          | 1:02,0 |
| 5       | Katsuo Takaishi    | 1:03,0 |